# Temple protestant d'Agen
Le temple protestant d'Agen est un édifice religieux situé 18 cours Victor Hugo à Agen, en Lot-et-Garonne. La paroisse est membre de l'Église protestante unie de France.

## Histoire

### Sous l'Ancien Régime
Durant la Renaissance, Agen accueille des humanistes comme l'artiste Bernard Palissy, le médecin Jules César Scaliger, et son fils, Joseph-Juste, acquis à la Réforme. Dès 1536, le calvinisme se diffuse dans la ville. À 20 km à l'ouest, la ville de Nérac est la capitale du duché d'Albret, dirigé par Antoine de Navarre et Marguerite de Valois-Angoulême, sœur ainée de François Ier. Leur fille Jeanne d'Albret impose la Réforme dans ses États, et son fils, le futur roi de France Henri IV, prend la tête des troupes huguenotes. Sa femme Marguerite de France (la « reine Margot ») s'installe en 1595 à Agen, dans l'église des Jacobins d'Agen.
Après avoir utilisé d'anciennes églises catholiques, Saint-Fiary et le couvent des Jacobins, les protestants inaugurent le 23 mai 1560, un premier temple protestant à Agen, rue Fon-Nouvelle. Le théologien Théodore de Bèze, successeur de Jean Calvin, s'installe en 1560 à Nérac, et prêche à Agen.
En 1598, Henri IV signe l'édit de Nantes et met fin aux guerres de Religion. Mais l'édit interdit le culte protestant dans les cités épiscopales. En 1600, les réformés font donc construire un nouveau temple à Boé, en banlieue d'Agen.
Le temple est démoli en 1685, avec l'édit de Fontainebleau qui révoque l'édit de Nantes. La minorité protestante est alors persécutée, à travers les Dragonnades menées par le marquis de Boufflers. Les pasteurs sont condamnés aux galères. C'est la période des cultes clandestins au Désert, à partir de 1751 dans des granges, et de l'exil aux pays du Refuge.

### Depuis la Révolution
La liberté de convictions et d'expression est rétablie avec le dixième article de la Déclaration des droits de l'homme et du citoyen de 1789. En 1830, les pasteurs Prat, de Lafitte-sur-Lot, et Audebez, de Nérac inaugurent un oratoire situé dans une pièce de l'ancien hôtel de ville, derrière la salle de spectacles. En 1851, le pasteur Carenou inaugure un nouveau local rue de l’Angle Droit.
En 1859, le Consistoire réformé de Lafitte-sur-Lot achète un terrain cours Victor Hugo à Agen pour y élever un temple. Il est inauguré le 14 décembre 1865, avec un culte présidé par le pasteur Philippe Corbières, président du Consistoire de Montpellier et à l'initiative du temple de la rue Maguelone ,.
En 1930, la Garonne déborde et inonde Agen. Le temple, endommagé, est alors restauré et une tribune est édifiée. 18 pasteurs se rassemblent pour le culte de réinstallation. Le pasteur de l’Église réformée d'Agen est Camille Cabrol. Le docteur François Messines, ancien pasteur de Lafitte-sur-Lot et du temple du Hâ à Bordeaux, est élu maire d’Agen en 1935. Il est destitué sous le régime de Vichy, en 1941, et réélu à la Libération de la France,,.
À partir du début des années 2000, l’Église s'engage dans l'accueil des réfugiés. En 2015 est fondée l'association Bienvenue, en partenariat œcuménique avec les Églises protestantes et catholique d'Agen et la Cimade,,.

## Architecture
La façade est de style classique, avec quatre colonnes corinthiennes. Elle est surmontée d'un fronton triangulaire orné d'un bas-relief représentant une Bible ouverte, symbole traditionnel des Églises réformés, avec sur la page de gauche « Sondez les Ecritures », et la page de droite « La vérité vous rendra libre ». Est gravé dans la pierre l'inscription « culte protestant » et la devise républicaine Liberté, Égalité, Fraternité. Une rosace aux motifs géométriques apporte de la lumière.
L'intérieur est sobre, sans décorations, conformément à l'esprit de simplicité réformé. Des bancs font face à une estrade, entourée de boiserie. Une table de communion est placée devant la chaire. Au mur est accrochée une croix nue, sans représentation du crucifié.